# Brianna McNeal
Brianna Rollins-McNeal (Miami, 18 agosto 1991) è un'ostacolista statunitense, campionessa olimpica dei 100 metri ostacoli a Rio de Janeiro 2016 e campionessa mondiale a Mosca 2013.
Tra il 2017 e il 2018 è stata sospesa per un anno dalle competizioni agonistiche per avrer violato gli obblighi di localizzazione antidoping. La sospensione gli ha impedito di partecipare ai mondiali di Londra 2017.
Nel gennaio 2021 è stata sospesa per cinque anni dall'Athletics Integrity Unit (AIU) per aver ostacolato il processo di gestione dei risultati, in violazione delle regole antidoping della Federazione internazionale di atletica leggera.

## Palmarès
| Anno | Manifestazione  | Sede           | Evento   | Risultato | Prestazione | Note |
| ---- | --------------- | -------------- | -------- | --------- | ----------- | ---- |
| 2013 | Mondiali        | Mosca          | 100 m hs | Oro       | 12"44       |      |
| 2015 | Mondiali        | Pechino        | 100 m hs | 4ª        | 12"67       |      |
| 2016 | Mondiali indoor | Portland       | 60 m hs  | Argento   | 7"82        |      |
| 2016 | Giochi olimpici | Rio de Janeiro | 100 m hs | Oro       | 12"48       |      |
| 2019 | Mondiali        | Doha           | 100 m hs | Batteria  | dq          |      |

## Campionati nazionali
- 2 volte campionessa nazionale dei 100 m ostacoli (2013, 2016)
- 1 volta campionessa nazionale indoor dei 60 m ostacoli (2016)

2013
- Oro ai campionati statunitensi (Des Moines), 100 m hs - 12"26

2016
- Oro ai campionati statunitensi indoor (Portland), 60 m hs - 7"76
- Oro ai campionati statunitensi (Eugene), 100 m hs - 12"34

## Altre competizioni internazionali
2018
- Vincitrice della Diamond League nella specialità dei 100 m hs